# Ларс Кристенсен
Ларс Кристенсен (на норвежки: Lars Christensen) е норвежки корабособственик, китоловен магнат, изследовател на Антарктида.

## Биография
Роден е на 6 април 1884 г. в Сандар в богато семейство. През 1906, след смъртта на баща си наследява собствена китоловна флотилия и през 1909 се впуска в китоловния бизнес като основава няколко нови компании.
Освен от китоловен бизнес Кристенсен живо се интересува и от географски открития и изследвания в Антарктика. Много от неговите капитани на китоловни кораби допринасят за уточняването на крайбрежиета на Антарктида по време на китоловните кампании. В периода 1927 – 1937 финансира няколко полярни експедиции, а в някои от тях участва лично.
През лятото (декември-март) на 1933 – 1934 на кораба „Торсхавън“ възглавява експедиция в Антарктика и на 17 януари 1934 открива Бряг Леополд и Астрид (80 – 88º и.д.).
През лятото на 1934 – 1935 организира нова експедиция на „Торсхавън“, водена от капитан Клариос Микелсон, по време на която през февруари 1935 г. са открити залива Ранвик (69°04′ ю. ш. 77°45′ и. д. / 69.066667° ю. ш. 77.75° и. д.), „оазиса“ Вестфол (68°35′ ю. ш. 78°13′ и. д. / 68.583333° ю. ш. 78.216667° и. д.), Бряг Ингрид Кристенсен (73 – 80º и.д.), залива Прюдс (68°39′ ю. ш. 78°36′ и. д. / 68.65° ю. ш. 78.6° и. д.) и п-ов Лангнесет (68°20′ ю. ш. 78°14′ и. д. / 68.333333° ю. ш. 78.233333° и. д.). По време на плаването на борда на „Торсхавън“ се намира и съпругата му Каролина Микелсон, която става първата жена стъпила на Антарктида.
През 1936 – 1937 ръководи ново плаване на „Торсхавън“, като открива залива Холмвик (67°30′ ю. ш. 62°30′ и. д. / 67.5° ю. ш. 62.5° и. д., края на януари 1937), и Бряг принц Харалд (33º 30` – 38º 30` и.д., началото на февруари 1937) и картира залива Стефансон (67°20′ ю. ш. 59°08′ и. д. / 67.333333° ю. ш. 59.133333° и. д.) и залива Едуард VIII (66°50′ ю. ш. 57°15′ и. д. / 66.833333° ю. ш. 57.25° и. д.). Открива западното крайбрежие на залива Лютцов-Холм, залива Вествик (69°15′ ю. ш. 32°45′ и. д. / 69.25° ю. ш. 32.75° и. д.), залива Брейдвиг (70°15′ ю. ш. 24°15′ и. д. / 70.25° ю. ш. 24.25° и. д.) и планината Сьор-Рондона (72º ю.ш., 23 – 28º и.д.).
За първи път използва хидросамолет в изследването на Антарктида и прави над 2200 аерофотоснимки на част от крайбрежието, които обхващат 6250 км2. В последната му експедиция участва и съпругата му Ингрид Кристенсен, която става първата жена, летяла със самолет над континента.
През 1917 г. основава в Сандефиорд първия и единствен китоловен музей в света. През 1935 г. закупува и възстановява легендарния кораб „Фрам“, на който са плавали Фритьоф Нансен и Роалд Амундсен и го прави на открит музей, който съществува и до днес в Осло.
По време на Втората световна война е съветник по финансите в посолството на Норвегия в САЩ.
Кристенсен умира в Ню Йорк на 10 декември 1965 г.

## Памет
Неговото име носят:
- Бряг Ларс Кристенсен (69°00′ ю. ш. 69°00′ и. д. / 69° ю. ш. 69° и. д.), част от крайбрежието на Земя Макробъртсън в Антарктида;
- връх Ларс Кристенсен (1755 м), най-високата точка наостров Петър I (68°51′ ю. ш. 90°35′ з. д. / 68.85° ю. ш. 90.583333° з. д.), в южната част на Тихия океан;
- връх Кристенсен (67°59′ ю. ш. 47°52′ и. д. / 67.983333° ю. ш. 47.866667° и. д.), южно от залива Кейси, на Земя Ендърби в Антарктида;
- остров Кристенсен (65°04′ ю. ш. 59°58′ з. д. / 65.066667° ю. ш. 59.966667° з. д.), в западната част на море Уедъл, край източните брегове на Земя Греъм.

## Съчинения
- Such is the Antarctic (1935).
- Meine letzte Expedition in die Antarktis, 1936-37 (1938).